# Urucumania urucumana
Urucumania urucumana är en insektsart som först beskrevs av Giglio-Tos 1910.  Urucumania urucumana ingår i släktet Urucumania och familjen Pseudophasmatidae. Inga underarter finns listade i Catalogue of Life.